# Віллесден-джанкшен (станція)
51°31′55″ пн. ш. 0°14′39″ зх. д. / 51.531944° пн. ш. 0.244167° зх. д.
Віллесден-джанкшен (англ. Willesden Junction) — станція Лондонського метрополітену лінії Бейкерлоо та London Overground ліній Watford DC line, Північно-Лондонська та Західно-Лондонська розташована у районі Гарлсден, на межі 2-ї та 3-ї тарифних зон. В 2017 році пасажирообіг станції, для London Overground, склав 6.070 млн осіб, для Лондонського метро — 4.68 млн осіб
- 1 вересня 1866 — відкриття станції у складі London and North Western Railway (LNWR)[6]

## Пересадки
- на автобуси London Buses маршрутів 18, 220, 228, 266, 487 та нічного маршруту N18.